# Francis Crozier
Francis Rawdon Moira Crozier (Banbridge, Condado de Down, Irlanda, 16 de agosto de 1796 - después de 1848) fue un oficial de la marina británica recordado por haber participado en seis expediciones de exploración en el Ártico y en la Antártida y haber desaparecido misteriosamente en el ártico canadiense sin dejar rastro en la conocida como expedición perdida de Franklin.

## Biografía

### Primeros años
Francis Crozier nació en Avonmore House, en una casa que su padre había construido en 1792 en la Plaza de la Iglesia de Banbridge, en el condado de Down, Irlanda —edificio que aún sigue en pie, frente al gran monumento que ahora le honra—. Fue el undécimo de trece hijos, y el quinto hijo, de George Crozier, fiscal. Fue bautizado en recuerdo de Francis Rawdon-Hastings, 2.º conde de Moira, que era amigo de su padre. Francis asistió a la escuela local en Banbridge, con sus hermanos William y Thomas y vivió con su familia en Avonmore House, en el centro de Banbridge.

### Servicio naval
A la edad de 13 años, Crozier se alistó como voluntario en la Royal Navy y se unió al HMS Hamadryad en junio de 1810. En 1812 sirvió en el HMS Briton y en 1814 visitó la isla de Pitcairn, donde conoció a los últimos supervivientes amotinados del HMS Bounty. 
En 1817 recibió su certificado de piloto y en 1818 fue miembro de la balandra Dotterel durante un viaje al cabo de Buena Esperanza. En 1821 Crozier se ofreció voluntariamente para unirse al capitán William Edward Parry en su segunda expedición (1821-1823) con los barcos gemelos HMS Fury y HMS Hecla para encontrar el Paso del Noroeste. Regresó de nuevo al Ártico con Parry en 1824, en una expedición en que se perdió el HMS Fury en aguas próximas a la isla Somerset. Crozier fue ascendido al grado de teniente en 1826 y en 1827 se unió otra vez a Parry en su intento fallido de alcanzar el Polo Norte. Durante sus viajes, Crozier se convirtió en amigo íntimo y confidente del explorador James Clark Ross. 
Fue elegido miembro de la Royal Astronomical Society en 1827 después de realizar valiosos estudios astronómicos y magnéticos en sus tres expediciones con Parry. En 1831 fue nombrado para la fragata HMS Stag y sirvió en la costa de Portugal durante la guerra civil de ese país. 
Crozier se unió a James Clark Ross como segundo al mando del Cove en 1835 para ayudar en la búsqueda de 12 barcos balleneros ingleses perdidos en el Ártico. Crozier fue nombrado comandante en 1837.

### Exploración antártica
En 1839 Crozier se unió de nuevo a James Clark Ross, como segundo al mando de un viaje de cuatro años para explorar el continente antártico en el HMS Erebus y el HMS Terror. Crozier comandaba el HMS Terror, y en 1841 fue promovido al rango de capitán. El HMS Erebus y el HMS Terror regresaron en 1843, después de haber hecho la penetración más significativa en la barrera de hielo antártica y de descubrir grandes partes de un continente —incluyendo el mar de Ross y la isla de Ross, el monte Erebus y la plataforma de hielo de Ross— en un viaje que se convertiría en el siglo XX en pionero de la edad heroica de la exploración de la Antártida que protagonizaran Roald Amundsen, Robert Falcon Scott y Ernest Shackleton.
Crozier fue elegido miembro de la Royal Society en 1843, en reconocimiento a su destacada labor en el estudio del magnetismo.

### Desaparición de la expedición al Paso del Noroeste
En 1845 se unió a Sir John Franklin en una expedición de búsqueda del Paso del Noroeste como capitán del HMS Terror. Después de la muerte de Franklin, en junio de 1847, Crozier tomó el mando de la expedición, y su destino y el de todos los miembros de esa expedición fue un misterio hasta que en 1859, en una expedición dirigida por el capitán Francis Leopold McClintock, se encontró en la isla del Rey Guillermo una nota de él y de James Fitzjames, capitán del HMS Erebus, el otro barco de la expedición. Fechada el 25 de abril de 1848, la nota decía que los barcos, atascados en el hielo, habían sido abandonados. Nueve oficiales, incluyendo a John Franklin y 15 miembros de la tripulación habían muerto, y los supervivientes partieron el 26 de abril hacia el Back's Fish River, en la parte continental de Canadá. Más tarde llegaron informes no verificados de inuit que entre 1852 y 1858 decían que Crozier y otro miembro de la expedición habían sido vistos en el área del lago Baker, a unos 400 kilómetros al sur, donde en 1948 Farley Mowat encontró «un cairn [montón de piedras] muy antiguo, con una construcción no habitual de los esquimales» dentro del que había jirones de una caja de madera con juntas de cola de milano. McClintock y buscadores más tardíos encontraron reliquias, sepulturas y restos humanos de la tripulación de Franklin en la isla Beechey, la isla del Rey Guillermo y en la costa norte de la parte continental canadiense, pero no encontró a ninguno de los hombres vivos.
Los restos de los buques HMS Erebus y HMS Terror no se encontraría hasta 2014 y 2016 respectivamente.

## Reconocimientos

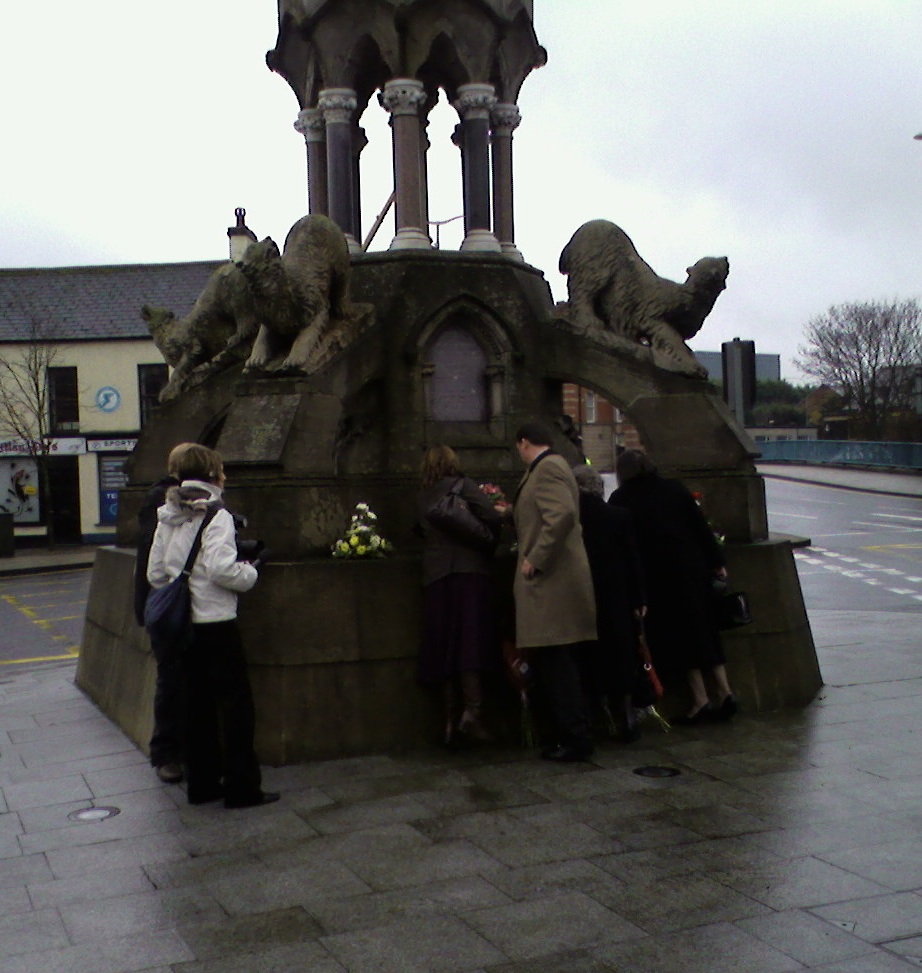
Descendientes dejando flores en el Monumento a Crozier en Banbridge (enero de 2008)

En memoria de Crozier se han nombrado muchos accidentes geográficos en las regiones árticas, en especial: 
- el cabo Crozier, en el lado oriental de la isla de Ross, en la Antártida;
- el cabo Crozier, en el flanco occidental de la isla del Rey Guillermo, en el Ártico canadiense;
- el cabo Crozier, en la entrada occidental de la bahía de Mercy en la isla de Banks, en el Ártico canadiense;
- el estrecho Crozier, que se encuentra entre las islas Cornwallis y Bathurst, en el Ártico canadiense;
- el río Crozier, que se encuentra cerca del estrecho Fury and Hecla , en el Ártico canadiense;
- la punta Crozier en la isla de Spitsbergen del archipiélago Svalbard, en el Ártico, al norte de Noruega;
- el canal Crozier, al norte de la isla Banks, en el Ártico canadiense;
- la isla Crozier en el canal Kennedy, entre Groenlandia y la isla de Ellesmere;
- el cráter lunar Crozier, que se encuentra en 13.5° S, 50.8°  en la cara visible de la Luna.

En enero de 2008, Banbridge, la ciudad natal de Crozier, realizó un evento conmemorativo, que incluyó un servicio de recuerdo y acción de gracias en la Iglesia de la Santísima Trinidad, al que asistieron más de 100 descendientes de Crozier y de otros oficiales de la expedición Franklin y de los que los buscaron, junto con el presidente del Consejo de Banbridge, y varios historiadores del Ártico, incluyendo a Michael Smith y 
Russell Potter.
Un monumento a la memoria de Sir John Franklin y sus hombres, entre ellos Crozier, fue erigido por orden del Parlamento en 1858, en el Salón Pintado del Old Royal Naval College en Greenwich, Londres. Más tarde se trasladó a la Capilla del Colegio en 1937, y hubo de ser reconstruido en la entrada de la universidad a finales de 2009. El 29 de octubre de 2009, se celebró en la capilla un servicio especial de acción de gracias para acompañar la nueva dedicación del monumento allí. El servicio también incluyó el solemne reenterramiento de los restos del teniente Henry Dundas Thomas Le Vesconte, los únicos restos nunca repatriados a Inglaterra, enterrado en el monumento en 1873. El evento reunió a miembros de la comunidad polar internacional; los invitados eran viajeros polares, fotógrafos y autores y descendientes de Sir John Franklin, del capitán Crozier y sus hombres, y de las familias de los que les fueron a buscar, incluyendo a la del almirante sir Francis Leopold McClintock, el contraalmirante sir John Ross y el vicealmirante Sir Robert McClure, entre muchos otros. La gala fue dirigida por el reverendo Jeremy Frost y fue organizado por la High Commission of Canada to the United Kingdom. Fue una celebración de las contribuciones realizadas por el Reino Unido en la cartografía del norte de Canadá, que honró la pérdida de vidas en la búsqueda de descubrimientos geográficos. La Armada estuvo representada por el Almirante Nick Wilkinson, las oraciones fueron dirigidas por el obispo de Woolwich y entre las lecturas hubo elocuentes tributos de Duncan Wilson, director ejecutivo de la Fundación Greenwich y H.E. James Wright, el Alto Comisionado de Canadá. En una recepción privada en el Painted Hall que siguió a este servicio Ártico, el Jefe de Arqueología marina de Parques de Canadá Robert Grenier habló de su búsqueda permanente de los buques de la expedición que faltan. Al día siguiente, un grupo de autores polares fueron al cementerio londinense de Kensal Green para rendir homenaje a los exploradores del Ártico enterrados allí. Después de algunas dificultades, fue localizada la lápida de McClure. Se espera que su memoria, en particular, puede ser conservada en el futuro. Muchos otros veteranos de las búsquedas de Franklin están enterrados allí, entre ellos el almirante Sir Horatio Thomas Austin, el almirante Sir George Back, el almirante Sir Edward Augustus Inglefield, el almirante Bedford Clapperton Trevelyan Pim y el almirante sir John Ross. La incansable esposa de Franklin, Jane Griffin (Lady Franklin), también está enterrada en Kensal Green en la bóveda, y conmemorada en una cruz de mármol dedicada a su sobrina Sophia Cracroft.

### Crozier en la ficción
Francis Crozier es el protagonista principal de la novela histórica de 2007 The Terror, de Dan Simmons, así como de la adaptación televisiva de la misma en 2018 (siendo interpretado por el actor inglés Jared Harris), que refiere la expedición de Franklin, aunque añadiendo un elemento fantástico en el relato. Crozier es también el narrador de la novela de 2008 Du bon usage des étoiles [Del buen uso de las estrellas], de Dominique Fortier, finalista en 2009 de los Governor General's Awards.
En el libro de cómic Alpha Flight, Crozier se convirtió en el villano Pestilencia.
En la novela The Year of the Flood ["El año del diluvio"], los tres jóvenes principales se llaman Crozier, Shackleton y Oates.

## Antepasados de la familia Crozier

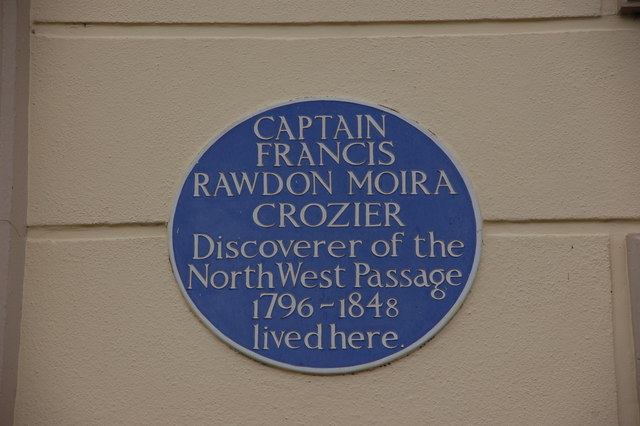
Blue plaque en Avonmore House

Sus antepasados eran de origen normando y aparecen documentados por primera vez cuando se unieron a los ejércitos de Guillermo el Conquistador para invadir Inglaterra en 1066. Un cierto hombre llamado William también estaba al servicio de la Iglesia y era el portador del báculo pastoral (crozier) del obispo Odo (medio hermano de Guillermo el Conquistador) y por lo tanto tomó el apellido Crozier. Antes de esa fecha no existía ese apellido. Fue el fundador de la familia y muy conocido en esa época. Después de la partida del obispo Odo a Francia, continuó viviendo en Canterbury y fue enterrado allí. 
Otro William Crozier es mencionado en el cartulario de Gloucester en 1258 y en 1262 un Robert Crozier obtuvo una concesión de tierra del abad de St Bees en Cumberland. En el escudo familiar que se usa hoy día, hay cuatro abejas y una cruz, indicando donde obtuvo su primera donación.
La familia primitiva consistía en sir William Crozier (1368), que era mayordomo de la casa de Juan de Gante y que ejercicó de oficial de Justicia en Eyre for Pleas of the Forest, su hijo sir John Crozier (1402) que tenía muchas mansiones, incluyendo Hinwick, Aldenham, Maidencroft, Wrestingworth, Stoke D'Abernon, Fetcham, Swanick y Pavenham en Inglaterra y que vivió con su familia en Stoke D'Abernon en Surrey y en el Palacio Savoy, en Londres. Sir William fue sheriff Superior de Bedfordshire y Buckinghamshire en los años 1346 y 1347. También fue ensheator para los condados de Buckinghamshire y Bedfordshire. Sir William fue también Secretario del Mercado de la Marshalsey de la Casa Real. Tuvo dos hijos, sir John Crozier y William Crozier. En 1393, fueron cortados 200 robles en tierras de su Stoke Park, que fueron utilizados en la construcción de la nueva cubierta que se encuentra todavía en uso en Westminster Hall. 
También de la familia fue otro William Crozier que en el siglo XV fue canónigo de Glasgow, archidiácono de Teviotdale, y que obtuvo muchas prebendas, además de ser legado del Papa, uno de los padres fundadores de la Universidad de St Andrews y profesor de Lógica. Está bien documentado en la historia y era pariente de James, conde de Douglas. 
John Crozier llegó en 1630 a Irlanda como oficial de caballería, con Lord Strafford. Antes de que llegase desde Redworth Hall (que sigue en pie en el pueblo de Heighington), en el condado de Durham, su familia había estado allí desde 1407. Antes de eso se encontraban en Heversham, Westmoreland, que entonces formaba parte de Yorkshire. John Crozier tuvo dos hijos. El menor, John, tenía tierras en Fermanagh en Coa, Cavantillycormack, Ardvarny y en el condado de Tyrone, en Moorfields, y fundó la rama Fermanagh de la familia. William, el hijo mayor, fue al condado de Down y tenía tierras en Stramore, Lower Stramore y el Parke, todo en Gilford cerca de Banbridge, en el condado de Down. William llegó a ser el fundador de la línea de Banbridge.